# Dromaeosauridae
Dromaeosauridae este o familie de păsări asemănătoare cu dinozaurii theropozi. Erau niște carnivore de dimensiuni mici și mijlocii, cu pene, răspândite în perioada cretacicului. Denumirea Dromaeosauridae înseamnă „șopârle alergătoare” și provine din greacă: dromeus (δρομευς) se traduce ca „alergător”, iar sauros (σαυρος) ca „șopârlă”.